# Vanessa Williams
Vanessa Williams (Tarrytown, Nueva York, Estados Unidos; 18 de marzo de 1963) es una actriz, cantante y modelo estadounidense. Comenzó su carrera como modelo a comienzos de la década de 1980. En 1984 fue coronada ganadora del concurso de belleza «Miss America», convirtiéndose en la primera mujer multirracial en conseguir dicho logro, pero renunció a la corona poco después de aceptarla.
Tras un período de relativa inactividad, en 1988 lanzó su álbum debut titulado The Right Stuff, bajo el sello discográfico Mercury Records, al que le siguieron The Comfort Zone en 1991, The Sweetest Days en 1994 y Star Bright en 1996, los cuales lograron un considerable éxito en ventas en territorio estadounidense. El último disco que lanzó bajo el respaldo de Mercury fue Next en 1997. Retomó su carrera musical en 2004 cuando firmó un contrato con Atlantic Records, sin embargo sus siguientes producciones no lograron tener el éxito de venta de sus precesores. En total ha vendido seis millones de discos. Sus mayores éxitos incluyen temas como «The Right Stuff», «(He's Got) The Look», «Dreamin'», «Running Back to You», «Save the Best for Last», «Love Is» y «Colors of the Wind». Ha cantado en varios idiomas, entre ellos español. Sus grabaciones e interpretaciones la han hecho acreedora de 15 nominaciones a los premios Grammy. Otras ocupaciones de Williams han sido ocasionalmente productora discográfica y presentadora de televisión.
En su trayectoria como actriz, Williams ha participado en películas, obras de teatro montadas en Broadway y protagonizado series televisivas, entre las que destacan Ugly Betty y Desperate Housewives. Dichos trabajos la hicieron acreedora de críticas mayoritariamente positivas de diversas fuentes y de nominaciones a los premios Tony y Emmy, entre otros. A grandes rasgos, su carrera la ha llevado a ser calificada como un ícono popular a nivel mundial.

## Biografía
Williams nació en 1963 en Tarrytown, Nueva York. Tiene un hermano menor llamado Chris, que también es actor. Estudió piano pero estaba más interesada en el canto. Asistió a la Universidad de Siracusa en artes teatrales pero la dejó. Su padre fue Milton Augustine Williams Jr. (hijo de John Hill Williams y Mary L. Fields), y su madre, Helen Tinch, eran estadounidenses de ascendencia caucásica y afroamericana, y de acuerdo con las pruebas de ADN, Williams prueba que su ascendencia es: 23 % de Ghana, el 17 % de las islas británicas (específicamente inglés, galés e irlandés), el 15 % de Camerún, el 12 % finés, 11 % de Europa mediterránea, el 7 % de Togo, el 6 % de Benín, 5 % de Senegal y el 4 % portugués.

### 1984: «Miss America»
Empezó a competir en concursos de belleza hasta que ganó Miss Nueva York en 1983 y por ello asistió a Miss America en Atlantic City. Fue coronada Miss America 1984 el 17 de septiembre de 1983 siendo la primera mujer afroamericana en ganarlo. Fue un reinado breve y polémico: fue la primera Miss America en recibir amenazas de muerte, y tuvo que renunciar al título antes de cumplir el plazo por unas fotografías de desnudo.
Después de diez meses de reinado como miss, Williams recibió una llamada anónima en la que le decían estar en posesión de fotos en las que aparecía desnuda y que le habían sido tomadas antes de su coronación. Las fotos eran de 1982, cuando trabajaba como asistente de maquillaje del fotógrafo Tom Chiapel. Hugh Hefner, el dueño de Playboy rechazó una oferta de las fotos, pero días después Bob Guccione de Penthouse anunció que las publicaría en su edición de septiembre de 1984 y pagó a Chiapel por los derechos de las imágenes. Esto le trajo a Guccione ganancias adicionales de 14 millones de dólares.
El escándalo de una Miss America desnuda, y la presión de los medios y los patrocinadores del concurso, obligaron a Vanessa a renunciar el 23 de julio de 1984.

### 1988-1994:The Right Stuff,The Comfort ZoneyThe Sweetest Days
Tras un breve período de relativa inactividad, Williams retomó su carrera y lanzó su primer álbum de estudio, titulado The Right Stuff (1988), el cual fue producido por Amir-Salaam Bayyan, David Paul Bryant, Lewis A. Martinee, Donald Robinson, Larry Robinson, Darryl Ross y Rex Salas y publicado bajo el sello discográfico Wing. De este álbum se desprendieron los sencillos «The Right Stuff», «(He's Got) The Look», «Dreamin'» y «Darlin' I». Tras su estreno, el disco consiguió altas ventas en Estados Unidos y una certificación como Disco de Oro. Cabe señalarse que en la ceremonia de 1989 de los premios Grammy, la artista obtuvo dos nominaciones en las categorías de «Mejor artista novel» y «Mejor interpretación vocal de R&B femenina». En esa misma época Williams obtuvo su primer papel protagónico en un largometraje, con la producción australiano estadounidense Under the Gun.
En agosto de 1991, la cantante lanzó su segundo álbum de estudio, titulado The Comfort Zone, bajo el mismo sello discográfico de su anterior disco. De este álbum se desprendieron sencillos como «Running Back to You», «The Comfort Zone», «Save the Best for Last» y «Just for Tonight». Tras su estreno, el álbum logró una triple certificación de Disco de Platino y alcanzó el primer puesto en el listado Top R&B/Hip-Hop Albums. Por otra parte, la canción «Save the Best for Last» figuró en tres listados de Billboard: Billboard Hot 100, R&B/Hip-Hop Songs y Hot Adult Contemporary; también alcanzó el top 20 en varios países, entre ellos Alemania, Australia y Suiza. Tiempo después, en 1992, se presentó como invitada en la comedia de situación The Fresh Prince of Bel-Air, de la cadena NBC.

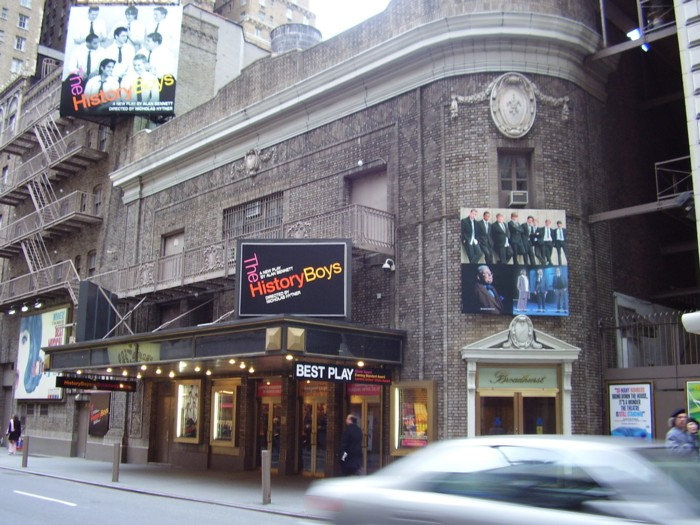
Teatro Broadhurst de Broadway, lugar donde Williams protagonizó el musical El beso de la mujer araña.

En diciembre de 1994, lanzó su tercer álbum de estudio y el último bajo el sello Wing titulado The Sweetest Days, que contó con la producción de Babyface. Para promocionar el álbum se eligieron seis sencillos: «The Sweetest Days», «The Way That You Love», «Colors of the Wind», «You Can't Run», «Higher Ground» y «Betcha Never». El disco supondría una evolución de Williams como intérprete al experimentar con nuevos géneros musicales, en especial sonidos de jazz. Tras su estreno, el álbum alcanzó la posición 25 en el listado Top R&B/Hip-Hop Albums en 1994 y fue certificado como Disco de Platino en Estados Unidos por sus altas ventas. Asimismo, en la ceremonia de 1995 de los premios Grammy, el disco obtuvo dos nominaciones en las categorías de «Mejor interpretación vocal de R&B femenina» y «Mejor canción de R&B». Entre 1994 y 1995 protagonizó el musical El beso de la mujer araña, donde asumió el rol de Aurora, siendo a la vez su primera obra teatral en Broadway. Por su actuación en dicho espectáculo, Williams obtuvo un premio Theatre World en la edición de 1994, como «Mejor actriz».

### 1995-1998:Star Bright,Next,Dance with Mee internacionalización
Williams retomó su carrera musical en 1995 poniéndole voz al tema principal de la película de Walt Disney Pocahontas, Colours of the wind.
En 1996 al publicar el álbum de temática navideña, Star Bright.
Al año siguiente lanzó Next, un álbum de estudio del cual se desprendieron cuatro sencillos: "Happiness", el cual se ubicó en el puesto 36 de la lista Hot R&B/Hip-Hop Songs, "Who Were You Thinkin' 'Bout", "First Thing On Your Mind" y "Oh How The Years Go By", la cual se situó en top 10 de la lista estadounidense de canciones de género pop, Hot Adult Contemporary.
Williams debutó como actriz en 1984, cuando se interpretó a sí misma en un episodio de la serie televisiva The Love Boat (Vacaciones en el mar). Las primeras apariciones que realizó en el cine datan de finales de la década de 1980, cuando desempeñó papeles no acreditados en las películas The Pick-up Artist (El cazachicas) y Under the Gun.
Protagonizó junto a Arnold Schwarzenegger y James Caan el largometraje de acción Eraser (Eliminador o El protector), de 1996, bajo la dirección de Chuck Russell. Por su trabajo en esta película fue nominada al premio Blockbuster Entertainment por "Mejor actriz". Más tarde, participó en Hoodlum (Hampones o El gángster) y Soul Food (Líos de familia), por la que ganó el premio Image en la categoría de "Mejor actriz protagonista" en 1998.
La actriz protagonizó junto a su colega puertorriqueño Chayanne la película Dance with Me (Baila conmigo) de 1998, donde representó el papel de una bailarina de salsa. Posteriormente ganó el premio ALMA en la categoría de "Mejor interpretación de una canción de película", galardón que compartió con su coprotagonista.

### 1998-2004: Álbumes compilatorios, la obraInto the Woodsy el discoSilver & Gold

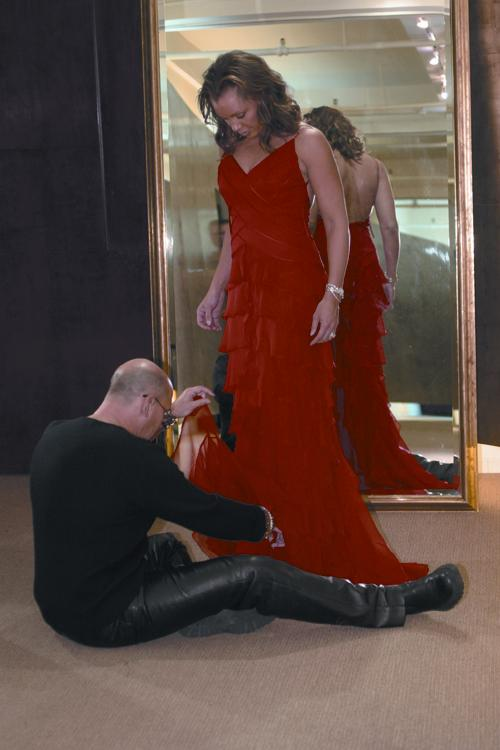
Williams, retocándose un vestido para participar en el desfile de modas The Heart Truth's en 2004.

En 1998, regresó a la televisión al protagonizar junto a Dean Cain y Wesley Snipes el telefilme de ciencia ficción Futuresport, donde hizo el papel de Alex Torres. En ese entonces Futuresport era considerada como una de las películas para televisión más costosas de ABC en toda su historia. A finales de ese año, salió a la venta su primer álbum recopilatorio titulado Greatest Hits: The First Ten Years, conjunto que recopila las canciones más exitosas de sus discos anteriores lanzados por Wing. El único sencillo que se desprendió de este conjunto fue «My Flame».
Williams obtuvo dos roles estelares en el cine en 1999, al interpretar a «La Reina de la basura» en la película The Adventures of Elmo in Grouchland, que tiene como protagonistas a los personajes de la serie de televisión Sesame Street. Además, encarnó a la detective Audrey McDonald en el drama Light It Up, donde compartió créditos con Usher, Rosario Dawson y Forest Whitaker. En el mismo año figuró en tres episodios de la serie de CBS L.A. Doctors. Luego, realizó varios papeles de reparto en las películas para televisión The Courage To Love, Don Quixote y A Diva's Christmas Carol, entre otras.
Tras varios años de interpretar roles de reparto y frecuentes apariciones en televisión como invitada, obtuvo amplio reconocimiento por su actuación en el musical de Broadway Into the Woods (2002), donde encarnó el papel de La bruja. El espectáculo cosechó reseñas positivas de diversas fuentes y recibió diez nominaciones a los premios Tony; Williams, por su parte, fue candidata a un Tony por «Mejor actriz principal en un musical».
En 2003, Williams firmó un contrato con el sello discográfico Lava para preparar el debut de su sexto álbum de estudio, que pasaría a titularse Silver & Gold, producido por Rob Mathes y estrenado en el mercado en octubre de 2004. De este material se desprendieron los sencillos «Silver and Gold» y «Merry Christmas Darling». Con el propósito de promocionar el disco, la cantante realizó una serie de presentaciones en diciembre de 2004 en el Teatro Palace de Nueva York, este espectáculo llevó el nombre de Vanessa Williams: Silver & Gold. Ese mismo año participó en la película Johnson Family Vacation, con un elenco que incluía a Bow Wow, Gabby Soleil, Shannon Elizabeth, Solange Knowles y Steve Harvey. La actuación de Williams recibió buenas críticas y fue candidata a un premio BET como «Mejor actriz de comedia».

### 2005-2010:Everlasting Love, la serieUgly BettyyThe Real Thing
Su séptimo álbum, titulado Everlasting Love, fue producido por Rob Mathes y salió a la venta en enero de 2005. El único sencillo promocional del álbum fue «You Are Everything», y cuenta con un total de catorce canciones. Al mes siguiente de su estreno, Everlasting Love debutó en la posición 57 en la lista Top R&B/Hip-Hop Albums de Billboard. No obstante, este álbum no consiguió ser tan exitoso como los anteriores, debido a las bajas ventas y a la escasa promoción que recibió, por lo que se le consideró como un «fracaso».
En 2006, participó como figura destacada en un evento caritativo organizado por el presentador Larry King, tras anunciar que en la brevedad trabajaría una vez más en medio televisivo. En el mismo año, la serie de drama con la que regresó a la televisión South Beach, coprotagonizada por Marcus Coloma, Meghan Ory y Chris Johnson y producida por la empresa 44 Blue Productions, fue cancelada a menos de dos meses de salir al aire por UPN. Se dijo que el fracaso de esta serie llevó a Williams a una depresión.
Tiempo después, en septiembre del mismo año Williams volvió a recibir la atención internacional con el papel de Wilhelmina Slater, una editora gráfica, en la comedia de situación de la cadena ABC Ugly Betty (2006-2010), versión estadounidense de la famosa teleserie colombiana Yo soy Betty la fea. Su actuación hizo que recibiera tres nominaciones al premio Primetime Emmy como "Mejor actriz de reparto - Serie de comedia", en los años 2007, 2008 y 2009. Además fue nominada a los Premios del Sindicato de actores como "Mejor reparto" y "Mejor actriz de reparto". Interpretó el papel de Vita, una representante de artistas, en la película Hannah Montana: La película, de 2009, la cual tuvo un gran éxito comercial y recibió reseñas positivas de diversas fuentes. Allí compartió escena con Miley Cyrus, Billy Ray Cyrus, Tyra Banks y Taylor Swift.

### 2010-presente:Desperate Housewivesy después
Desde septiembre de 2010 integró el reparto de la comedia de la cadena ABC, Desperate Housewives (Amas de casa desesperadas, Mujeres desesperadas o Esposas desesperadas) (2004-2012). El elenco de la misma estaba encabezado, además, por Teri Hatcher, Felicity Huffman, Marcia Cross y Eva Longoria. En 2016 aparece en la exitosa serie de televisión "The Librarians", bajo el papel de la General Cynthia Rockwell.

## Vida privada
Ha estado casada dos veces, primero con su entonces representante Ramon Hervey II entre 1987 y 1997 y después con Rick Fox, jugador de la NBA en 1999; tuvieron una hija, Sasha, que nació el 1 de mayo de 2000. Debido a unas fotos comprometedoras de Fox besando a otra mujer, a mediados del año 2004, al siguiente año se divorciaron.
Vanessa, tiene tres hijos de su primer matrimonio: Devin, Jillian y Melanie.

## Discografía

### Álbumes de estudio
- 1988: The Right Stuff
- 1991: The Comfort Zone
- 1994: The Sweetest Days
- 1997: Next
- 2005: Everlasting Love
- 2009: The Real Thing

### Álbumes recopilatorios
- 1998: Greatest Hits: The First Ten Years
- 2003: 20th Century Masters
- 2004: Love Songs

## Trabajos

### Películas
- The Pick-up Artist (1987) .... Rae
- Under the Gun (1988) .... Samantha Richards
- Full Exposure: The Sex Tapes Scandal (1989) (TV) .... Valentine Hayward
- The Kid Who Loved Christmas (1990) (TV) .... Lynette Parks
- Perry Mason: The Case of the Silenced Singer (1990) (TV) .... Terri Knight
- Another You (1991) .... Gloria
- Harley Davidson and the Marlboro Man (1991) .... Lulu Daniels
- Stompin' at the Savoy (1992) (TV) .... Pauline
- The Jacksons: An American Dream (1992) (TV) .... Suzanne de Passe
- Score with Chicks (1994) (Vídeo)
- Nothing Lasts Forever (1995) (TV) .... Dra. Kathy 'Kat' Hunter
- Bye Bye Birdie (1995) (TV) .... Rose Álvarez
- Eraser (1996) .... Lee Cullen
- La Odisea (1997) (TV) .... Calipso
- Hoodlum (1997) .... Francine Hughes
- Soul Food (1997) .... Teri
- Dance with Me (1998) .... Ruby Sinclair
- Futuresport (1998) (TV) .... Alexandra 'Alex' Torres
- The Adventures of Elmo in Grouchland (1999)
- Light It Up (1999) .... Audrey McDonald
- The Courage to Love (2000) (TV) .... Madre Henriette Delille
- Don Quixote (2000) (TV) .... Dulcinea / Aldonza
- Shaft (2000) .... Carmen Vásquez
- A Diva's Christmas Carol (2000) (TV) .... Ebony Scrooge
- WW 3 (2001) (TV) .... M.J. Blake
- Keep the Faith, Baby (2002) (TV) .... Hazel Scott
- Beck and Call (2004) (TV) .... Zoe
- Johnson Family Vacation (2004) .... Dorothy Johnson
- My Brother (2006) .... L'Tisha Morton
- The Beautiful World of Ugly Betty (2007) (TV) .... Narradora / Wilhelmina Slater
- Hannah Montana: la película (2009) .... Vita
- Temptation: Confessions of a Marriage Counselor (2013) .... Janice
- The Trip to Bountiful (telefilm) (2014) .... Jessie Mae Watts
- The man fron earth holocene (2017) ... Carolyn
- Miss Virginia (2019) ... Sally Rae[4]

### Series de televisión
- The Fresh Prince of Bel-Air (1993)... Danny Mitchell (Temporada 3, Capítulo 11)
- Ally McBeal (2002)... Sheila Hunt
- Boomtown (2003)... Detective Katherine Pierce
- South Beach (2006)... Elizabeth Bauer
- Ugly Betty (2006-2010)... Wilhelmina Slater
- Desperate Housewives (2010-2012)... Renée Perry
- 666 Park Avenue (2012-2013) ... Olivia Doran
- Royal Pains (2015) ... Olimpya Houston
- The Good Wife (2015) ... Courtney Paige
- Broad City (2016) ... Elizabeth Carlton
- La ley de Milo Murphy (2016) ... Dra. Eileen Underwood (voz)
- The Librarians (2016-2017) ... General Cynthia Rockwell
- Daytime Divas (2017) ... Maxine Robinson
- TOTS: Servicio de Entrega de Animalitos (2019-presente) ... Capitana Piquét

### Musicales
- One Man Band - 1985
- Checkmates - 1989
- El beso de la mujer araña - 1994 - 1995
- St. Louis Woman - 1998
- Carmen Jones - 2002
- Into the Woods - 2002